# Tomasz Calligaro
Tomasz Calligaro (Poznań, 29 marzo 1993) è un ex pallavolista polacco naturalizzato italiano, di ruolo palleggiatore.

## Carriera

### Club
La carriera di Tomasz Calligaro inizia nel 2010 nella Pro Victoria Monza, in Serie C. Nella stagione 2011-12 passa al Milano, disputando la Serie B2: nella stagione 2012-13 ottiene qualche presenza nella formazioni che disputa la Serie A2, dove entra stabilmente a partire dall'annata 2013-14.
Per il campionato 2014-15 si accasa al Cinquefrondi, in Serie B1, mentre per quello successivo è allo Scandicci, in Serie B2. Nella stagione 2016-17, a campionato in corso, firma per il Palermo, in Serie B, categoria dove milita anche nell'annata successiva vestendo la maglia del Valli di Lanzo.
Nella stagione 2018-19 esordisce in Superlega ingaggiato nuovamente dal Milano, con cui vince la Coppa CEV 2021-22: al termine dell'annata 2021-22 annuncia il suo ritiro dall'attività agonistica.

## Palmarès

### Club
- Coppa CEV: 1

2021-22